# Năpadova
Năpadova – miejscowość i gmina w Mołdawii, w rejonie Florești. W 2014 roku liczyła 896 mieszkańców.